# Gran Premio Muñecas de Famosa
El Gran Premio Muñecas de Famosa era una carrera ciclista profesional que se disputaba anualmente en España. La prueba se hacía alrededor de la localidad alicantina de Onil, la cuna de la industria juguetera en España.
La prueba estaba patrocinada por la empresa FAMOSA (Fábricas Agrupadas de Muñecas de Onil Sociedad Anónima), célebre por sus muñecas.
Se celebró ininterrumpidamente desde 1966 hasta 1971, año de su desaparición. Se disputaba sobre dos etapas, durante el mes de marzo. Ningún corredor fue capaz de imponerse en más de una ocasión.

## Palmarés
| Año  | Ganador                 | Segundo          | Tercero              |
| ---- | ----------------------- | ---------------- | -------------------- |
| 1966 | Jaime Alomar            | Domingo Perurena | Ramón Sáez           |
| 1967 | Ramón Mendiburu         | Ginés García     | Jaime Alomar         |
| 1968 | Eduardo Castelló        | Jaime Alomar     | Fernando Iragorri    |
| 1969 | Antonio Gómez del Moral | Luis Ocaña       | Jorge Mariné         |
| 1970 | Agustín Tamames         | Jorge Mariné     | Carlos Echeverría    |
| 1971 | Mat Gerrits             | Pedro Torres     | Juan Santiago Zurano |

## Palmarés por países
| País         | Victorias |
| ------------ | --------- |
| España       | 5         |
| Países Bajos | 1         |